# W rocznicę Powstania Styczniowego
W rocznicę Powstania Styczniowego – mowa Cypriana Kamila Norwida wygłoszona 22 stycznia 1875, w dwunastą rocznicę wybuchu powstania styczniowego.

## O utworze
Ogromny sukces odniesiony przez Norwida w maju 1869 podczas publicznego odczytu Rzeczy o wolności słowa, spowodował, że stał się on cenionym mówcą. Początkowo zamówienia ograniczały się do głośnej, ale prywatnej, lektury tekstów literackichː Homera w 1870, Mickiewicza w 1872, później objęły również wystąpienia publiczne. I tak w 1873 poeta trzykrotnie lub nawet czterokrotnie przemawiał na tematy związane z losem emigracji we Francji, a 29 listopada 1874 wystąpił na obchodach rocznicy wybuchu powstania listopadowego. Powodzenie tej ostatniej mowy przyniosło, w połowie stycznia następnego roku, w związku z nadchodzącą rocznicą wybuch powstania styczniowego. Prelekcja odbyła się 22 stycznia 1875 w lokalu Czytelni Polskiej przy rue Croix-des-Petits-Champs. Tekst przemówienia ktoś ze znajomych poety, być może J. B. Wagner, przekazał do redakcji lwowskiej Gazety Narodowej, która wydrukowała go dopiero w kwietniu.  